# Cyclemys oldhamii
Espèce
Synonymes
- Cyclemys dhorshanensis Annandale, 1918
- Geoemyda tcheponensis Bourret, 1939
- Cyclemys tcheponensis (Bourret, 1939)
- Cyclemys tiannanensis Kou, 1989
- Cyclemys oldhami Gray, 1863

Statut CITES
Cyclemys oldhamii (Cyclemys oldhami selon les sources) est une espèce de tortues de la famille des Geoemydidae.

## Répartition

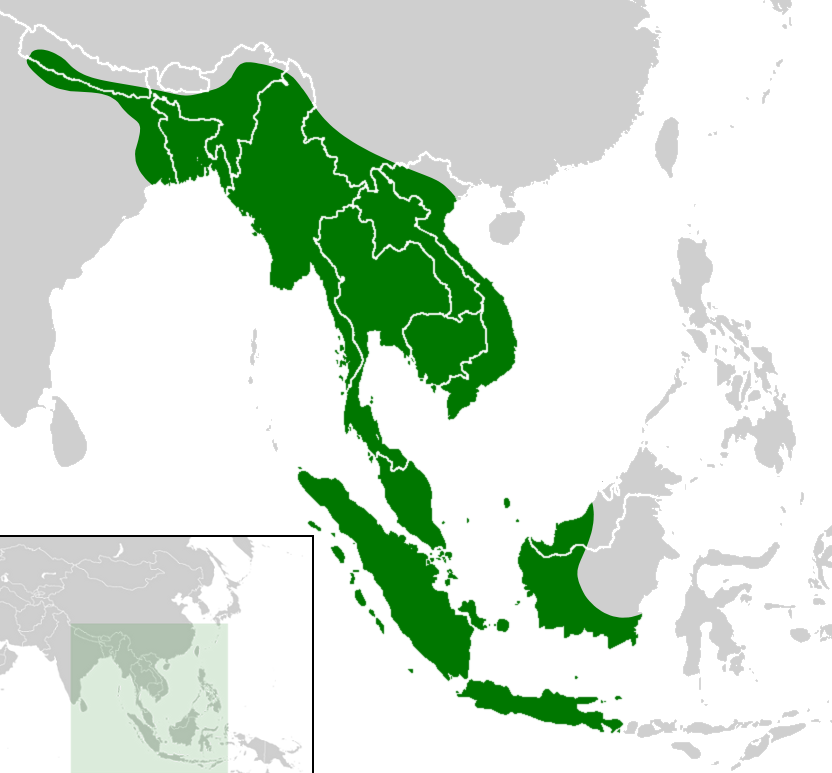
Répartition de la tortue Cyclemys oldamii

Cette espèce se rencontre en Indonésie à Sumatra et au Kalimantan, au Viêt Nam, au Laos, au Cambodge, en Thaïlande et en Birmanie.
Sa présence au Yunnan en Chine est incertaine.

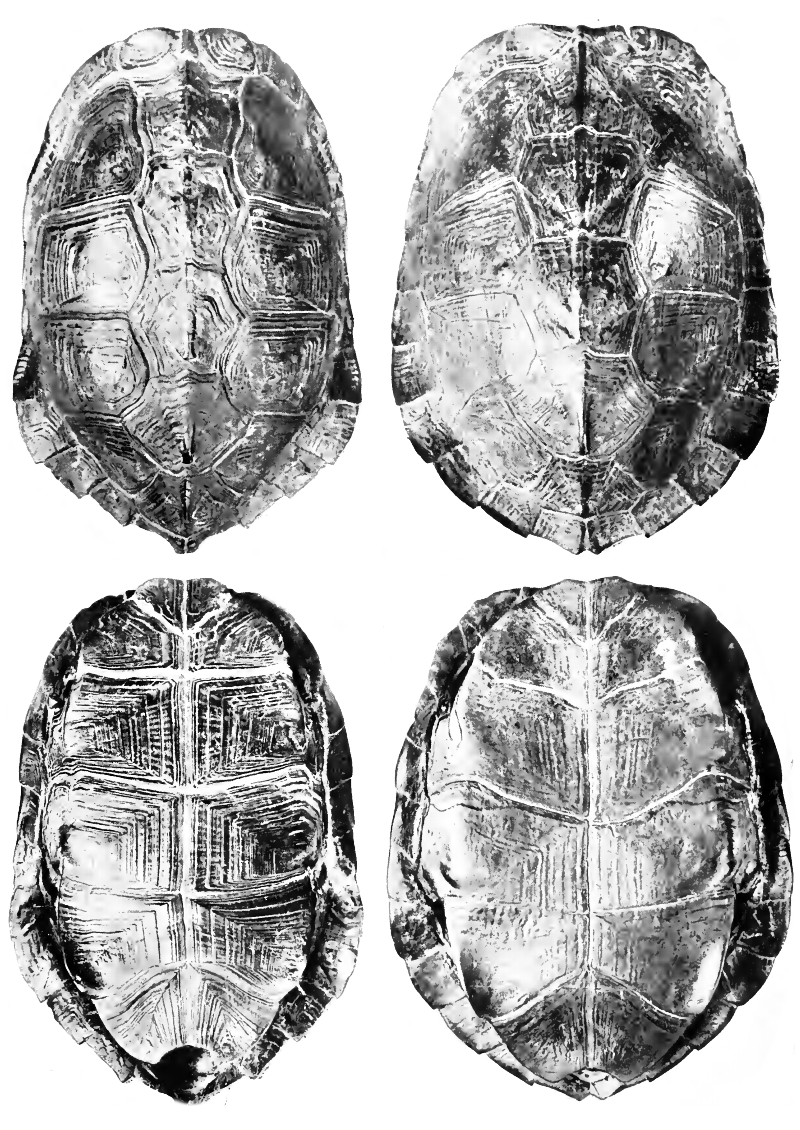
Carapaces (dos) et plastrons (dessous) de Cyclemys mâle et femelle

## Publication originale
- Gray, 1863 : Observations on the box tortoises, with the descriptions of three new Asiatic species. Proceedings of the Zoological Society of London, vol. 1863, p. 173-179 (texte intégral).